# Pop Music
Pour les articles homonymes, voir Pop et Pop (musique).
Pour la chanson du groupe britannique M, voir Pop Muzik.
Albums de Thierry Hazard
Où sont passés les beatniks ?
(1993)
Pop Music est le premier album de Thierry Hazard, sorti en 1990.

## Titres
Toutes les chansons sont de Thierry Hazard, sauf Tout tout pour ma chérie, reprise de Michel Polnareff.
1. Le Jerk – 3:55 
Arrangements : Daniel Glikmans & Thierry Hazard
2. Un jour c'est oui, un jour c'est non – 3:19 
Arrangements : Christophe Dubois & Thierry Hazard
3. Les temps sont durs – 3:37 
Arrangements : Bernard Estardy
4. Poupée Psychédélique – 3:22 
Arrangements : Thierry Hazard
5. Jusqu'à la fin de l'été – 3:30 
Arrangements : Christophe Dubois & Thierry Hazard
6. Le jeu de l'amour et du hasard – 4:22 
Arrangements : Bernard Estardy
7. Les brouillards de Londres – 4:09 
Arrangements : Daniel Glikmans & Thierry Hazard
8. Goodbye Mary – 4:18 
Arrangements : Daniel Glikmans & Thierry Hazard
9. Sing-Sing – 3:48 
Arrangements : Bernard Estardy
10. Rendez-vous à Katmandou – 3:38 
Arrangements : Thierry Hazard
11. Tout tout pour ma chérie – 3:04 
Arrangements : Thierry Hazard
12. Juste quelques mots – 1:16 
Arrangements : Bernard Estardy

## Personnel

### Musiciens
- Basse : Guy Delacroix, Gary Maughan
- Guitares : Thierry Hazard, Slim Pezin, José Souc, Patrice Tison, Daniel Glikmans
- Saxophone : Patrick Bourgoin, Serge Roux, Simon Clark
- Claviers : Jean-Yves d'Angelo, Nicolas Neidhardt, Bernard Estardy
- Programmations : Christophe Dubois, Bernard Estardy, Roland Kevridge, Daniel Glikmans, Thierry Hazard
- Trompette : Roddy Lorimer, Tim Sanders
- Chœurs : Carole Fredericks, Yvonne Jones, Laurent Montagne, Gérard Le Reun, Jean-Charles Laurent, George Chandler, Jimmy Chambers, Jimmy Helms, Diane Dupuys, Anyel Dupuis, Cora Dupuis, Daniel Glikmans & Thierry Hazard

### Production
- Réalisé par Daniel Glikmans, Christophe Dubois, Bernard Estardy & Thierry Hazard
- Mixé aux Studios ICP, Marcadet, CBE & Studio de la Grande Armée
- Enregistré & Mixé par Christophe Dubois & Bernard Estardy